# Арена «Балашиха»
Ледовый дворец имени Ю. Е. Ляпкина «Арена „Балашиха“» — многофункциональный спортивно-концертный комплекс в подмосковной Балашихе.
Расположен в центральной части города в зоне жилой застройки на улице Парковой, на месте старого ледового стадиона «Рубин». Открыт 9 сентября 2007 года.
Предназначен для соревнований по хоккею с шайбой, фигурному катанию, проведения концертов. Трёхэтажное здание площадью 30 687 квадратных метров. В 2007—2010 гг. был домашней ареной ХК МВД, выступавшего в Суперлиге / КХЛ. В 2010 году удостоена премии «Лёд для чемпионов» (в рамках международного конгресса «Дни ледовых арен»).
В 2018 году ХК «Авангард» (Омск), выступающий в КХЛ, достиг договорённости о проведении домашних матчей клуба в сезоне 2018/19 на арене в Балашихе по причине невозможности эксплуатации арен в Омске.
Генеральный директор Ледового дворца — Александр Бахтин.

## Главные спортивные события
- С 2007—2010 годах на арене выступал ХК МВД в КХЛ (суперлиге).
- В 2010 принимал главные игры КХЛ — Кубок Гагарина, где в финале хозяева (ХК МВД) уступили «Ак Барсу» в серии 3:4.
- В феврале 2011 принимал 1-й «Турнир четырёх наций» до 17 лет (Россия, Чехия, Финляндия, Швеция). Победителем стала команда России.
- В ноябре 2011 прошёл 2-й «Турнир четырёх наций» с участием молодёжных (U17) сборных команд России, США, Швейцарии и Словакии. Победителем стала сборная США.
- С 2011 года принимает фарм-клубы московского «Динамо»: ХК МВД (выступает в МХЛ) и «Динамо» (Балашиха), выступающую в ВХЛ.
- В августе 2012 прошёл предсезонный турнир «Кубок Чернышева» с участием команд МХЛ: ХК МВД, «Красная Армия», СКА-1946, «Атланты».
- В феврале 2013 принимал третий «Турнир четырёх наций» до 16 лет (Россия, Чехия, Финляндия, Швеция). Победителем стала команда Чехии[2].
- В ряде случаев балашихинской ареной пользовался как домашней ареной клуб КХЛ «Динамо» (Москва).
- В сезонах 2018/19 — 2021/22 арена является домашней для клуба КХЛ «Авангард» из Омска.[1]
- С сезона 2022/2023 арена является домашней для подмосковных клубов Витязь (МХЛ)

## Школы и секции
На территории Арены «Балашиха» работает Детско-юношеская спортивная школа олимпийского резерва имени Ю. Е. Ляпкина (секции хоккей с шайбой и фигурное катание). В школе занимается около 1000 детей и подростков. Открыто 18 групп фигурного катания, и 13 хоккейных команд.
На территории Дворца открыт филиал школы-студии танцев «Тодес». Также на Арене «Балашиха» периодически проводятся массовые катания на коньках, ярмарки и выступления звёзд музыки и спорта.
На арене  снят видеоклип на песню «Сам» рэпера Noize MC. Песня стала неофициальным гимном КХЛ.
Летом 2015 года на арене проходили съёмки игр и тренировок команды «Медведи» из сериала «Молодёжка».